# Suur-Pakri
Suur-Pakri (švédsky Stora Rågö, česky též Velké Pakri) je jeden z estonských ostrovů ve Finském zálivu. Leží západně od ostrova Väike-Pakri a od pevniny ho odděluje průliv Kurkse väin. Severním pobřežím ostrova prochází Baltský klint, jižní část je plochá.

## Galerie

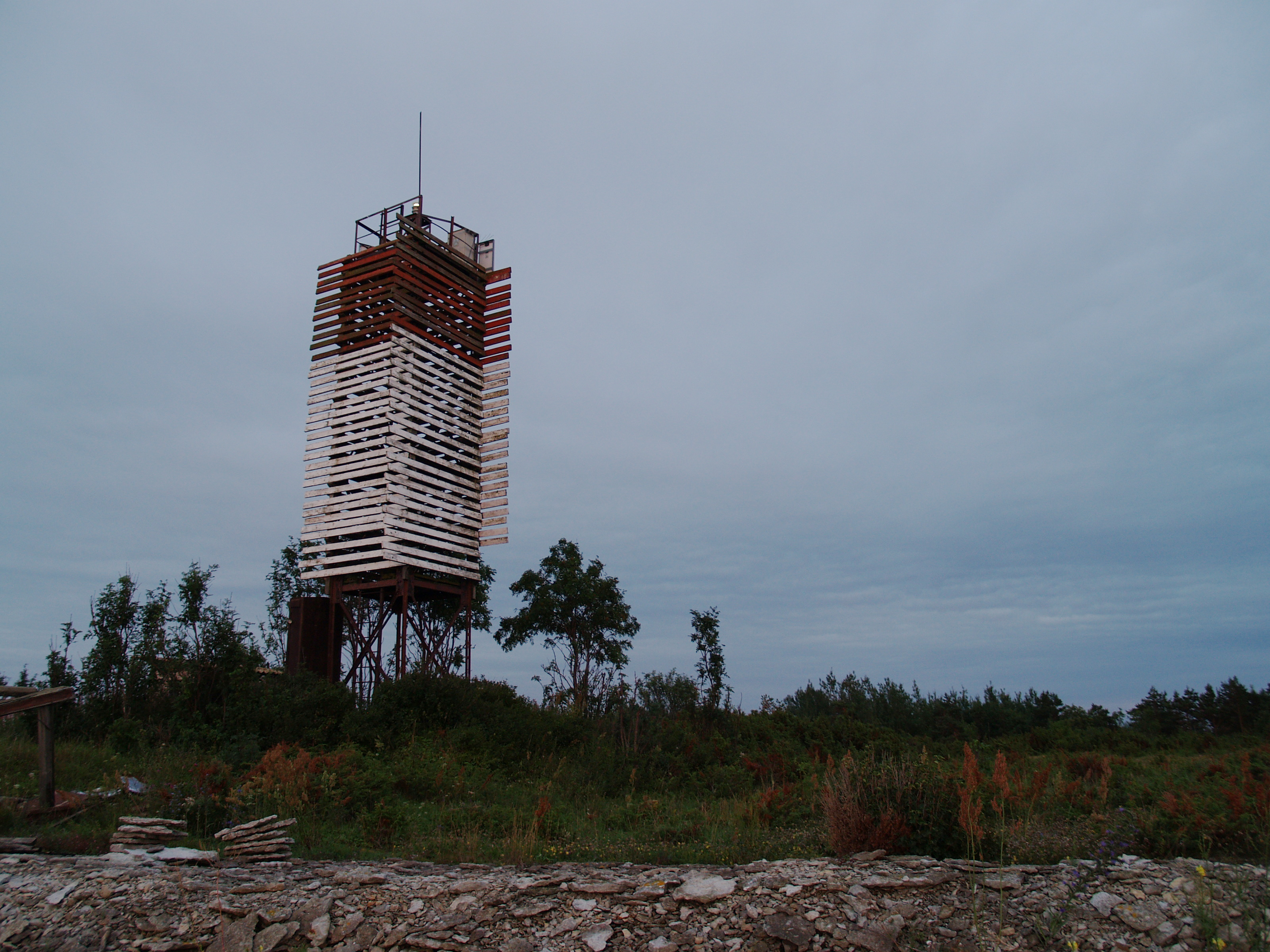
Velkopakrijský maják
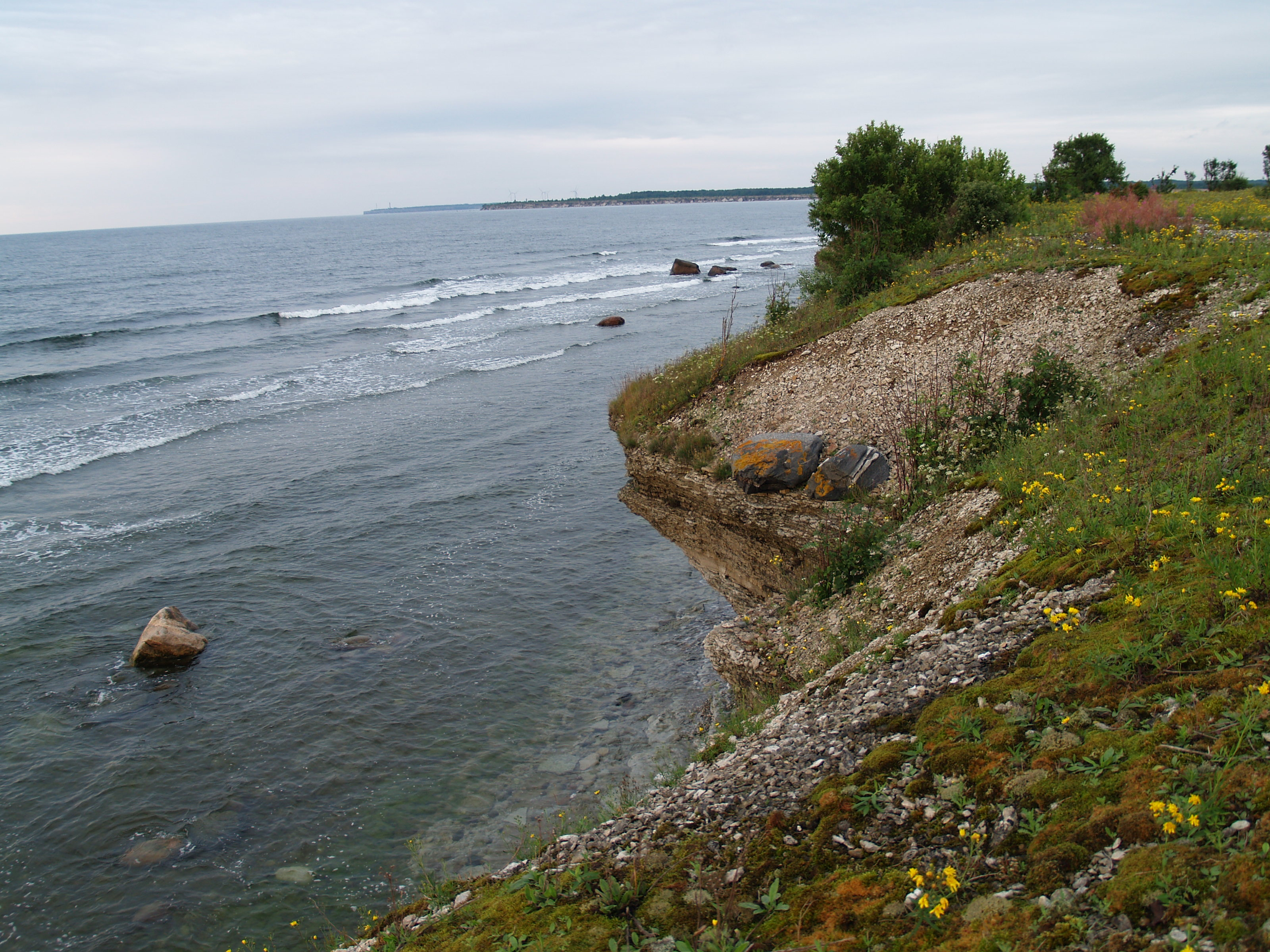
Vápencové útesy na pobřeží
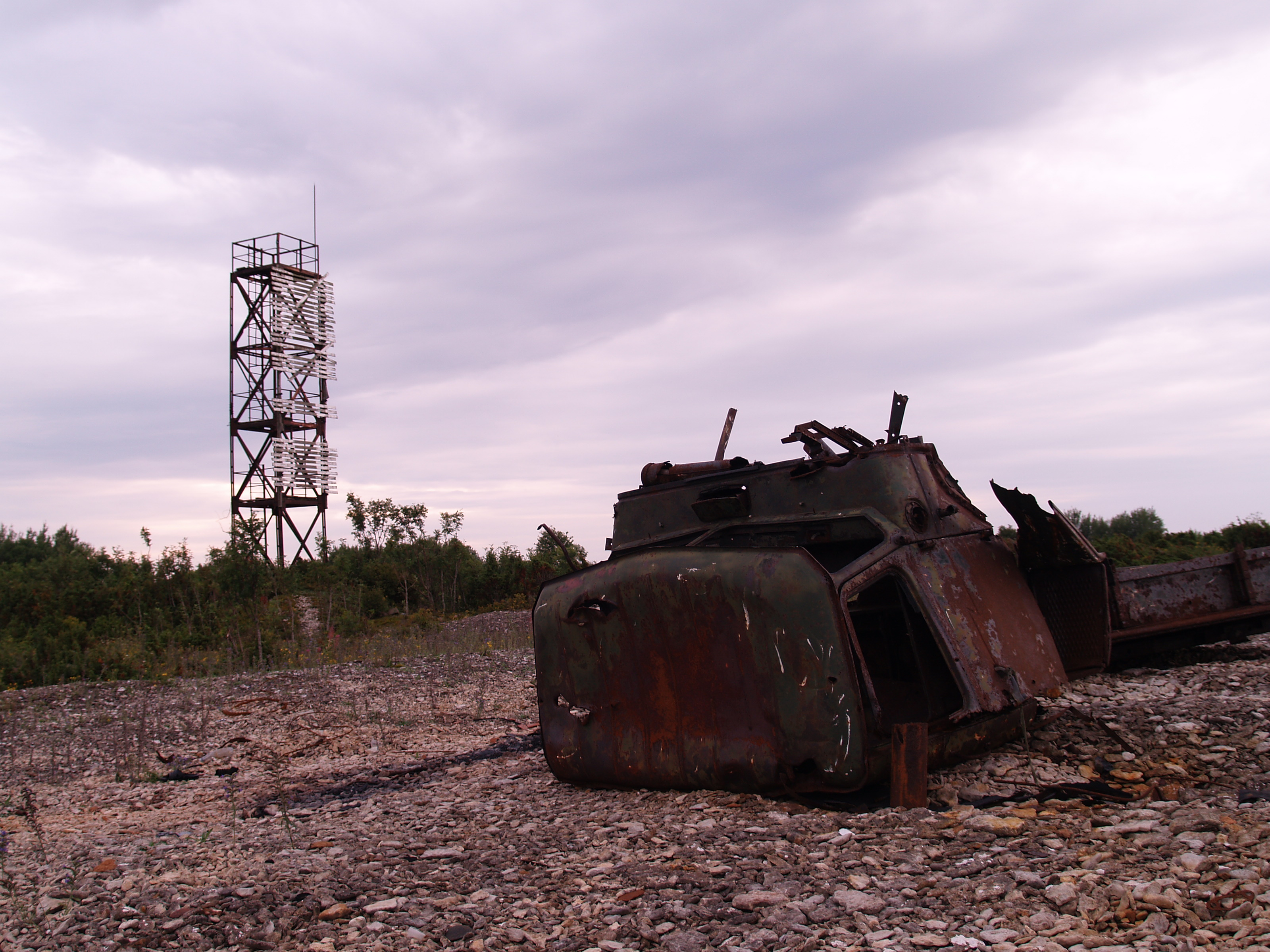
Stopy vojenské přítomnosti na ostrově
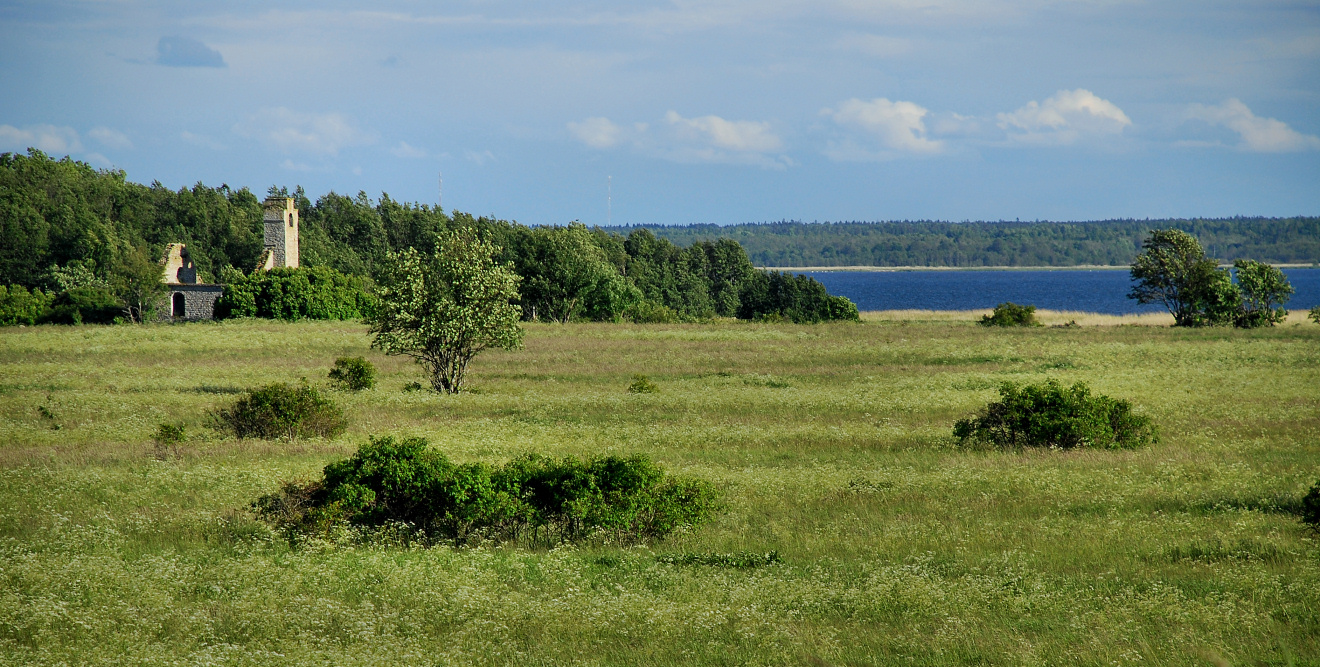
Zřícenina kostela